# Action Game Maker
Action Game Maker (アクションゲームメーカー) é uma ferramenta de criação de jogos 2D desenvolvida pela Gotcha Gotcha Games, empresa conhecida pela franquia RPG Maker. O lançamento está previsto para 16 de junho de 2025 na plataforma Steam.
O software permite criar jogos de ação mesmo sem experiência prévia em programação, utilizando um sistema visual de scripts com base em nós.

## Desenvolvimento
O Action Game Maker é o primeiro software da linha "Maker" a utilizar o motor Godot Engine, permitindo desempenho otimizado e mais liberdade de personalização por parte dos usuários.
O foco principal é oferecer uma ferramenta acessível, mas poderosa, tanto para iniciantes quanto para desenvolvedores avançados que desejam expandir usando GDScript.

## Funcionalidades
- Sistema de scripting visual (sem necessidade de codificação).
- Suporte a lógica de jogo com base em nós e eventos.
- Integração com GDScript (para usuários avançados).
- Editor de mapas com autotile.
- Sistema de física 2D e colisão.
- Suporte a partículas, sombras e iluminação.
- Animações por sprites e esqueletos 2D.
- Biblioteca de recursos visuais e sonoros inclusos.
- Ferramentas para exportação de builds standalone.

## Idiomas
O Action Game Maker será lançado com suporte para os seguintes idiomas:
- Japonês
- Inglês
- Português (Brasil)
- Chinês (tradicional e simplificado)
- Coreano
- Espanhol latino-americano
- Alemão
- Russo

## Lançamento e preços
O lançamento está previsto para 16 de junho de 2025 com valor sugerido de US$ 99,99. Também haverá um pacote especial com desconto para usuários que já possuam o Pixel Game Maker MV.

## Requisitos do sistema
Mínimos:
- Sistema: Windows 10
- CPU: Intel Core i5-6600K / AMD Ryzen 5 1600
- RAM: 8 GB
- GPU: GeForce GTX 1050 / Radeon RX 460

Recomendados:
- RAM: 16 GB
- GPU: GTX 1650 / RX 5500XT